# General Tosjevo
General Tosjevo (bulgariska: Генерал Тошево) är ett distrikt i Bulgarien.   Det ligger i kommunen obsjtina Tundzja och regionen Jambol, i den sydöstra delen av landet, 260 km öster om huvudstaden Sofia.
Trakten runt General Tosjevo består till största delen av jordbruksmark. Runt General Tosjevo är det glesbefolkat, med 20 invånare per kvadratkilometer.